# Hannemahuis
Het Hannemahuis was van 1744 tot 1964 eigendom van de familie Hannema en daarna werd het gemeentemuseum, gevestigd in een patriciërshuis in het centrum van de Friese stad Harlingen.

## Geschiedenis
In 1744 betrok de koopman Sjoerd Hannema het huis, na zijn huwelijk met Liesbet Scheltema. Hij liet een nieuwe voorgevel bouwen. Deze klokgevel markeert nog steeds het rechtergedeelte van het gebouw.
Een ander familielid, Sjoerd Jacobus Hannema, liet in 1825 het linkergedeelte van het huis bouwen, dat van een lijstgevel werd voorzien.
Leendert Jacobus Hannema was de laatste telg uit dit Harlinger koopmansgeslacht die het huis bewoonde. In 1957 richtte hij een deel van zijn huis in als museum. Hij overleed in 1964 en legateerde het huis aan de gemeente Harlingen, die overeenkomstig de wilsbeschikking het museum voortzette. Het gehele huis werd toen als zodanig ingericht.

## Collectie
Er worden objecten verzameld en tentoongesteld die nauw verbonden zijn met de geschiedenis en de kunstgeschiedenis van Harlingen, zoals Harlinger tegel- en aardewerk, maritieme voorwerpen, eeuwenoude schilderijen (onder andere Granida en Daifilo van Jacob Adriaensz Backer), foto's, zilverwerk, verschillende oude documenten en meubelen. Ook is er een Simon Vestdijkkamer. In deze kamer van het museum is, naast een aantal andere zaken die met de in Harlingen geboren schrijver te maken hebben, zijn complete werk in eerste drukken te zien. Zijn geboortestad speelt onder de naam 'Lahringen' in verschillende boeken een centrale rol. In het grootste gedeelte van het Hannemahuis is een vaste opstelling te zien. Daarnaast worden er regelmatig tijdelijke tentoonstellingen georganiseerd met uiteenlopend thema's.

### Overige foto’s

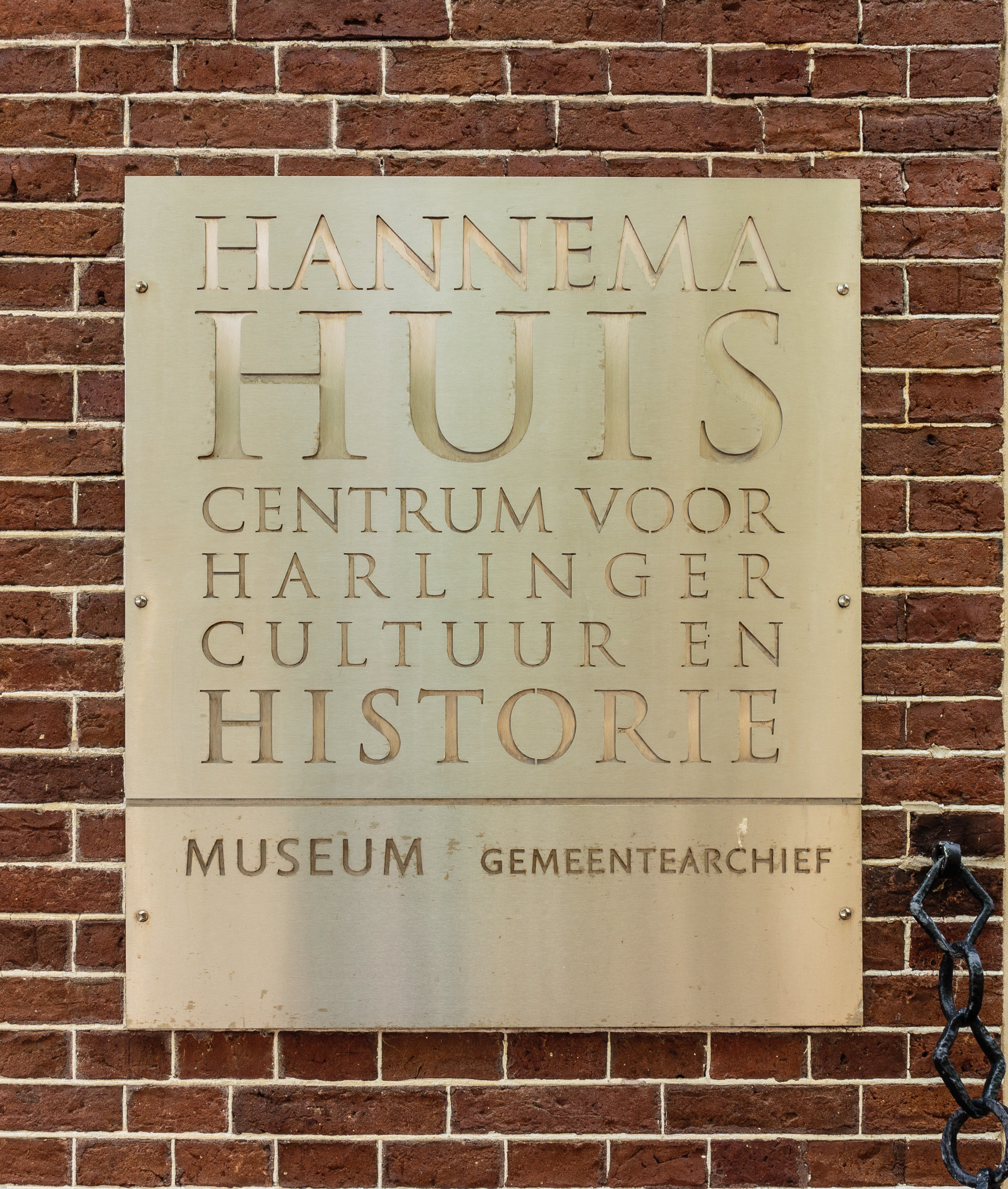
Informatie.
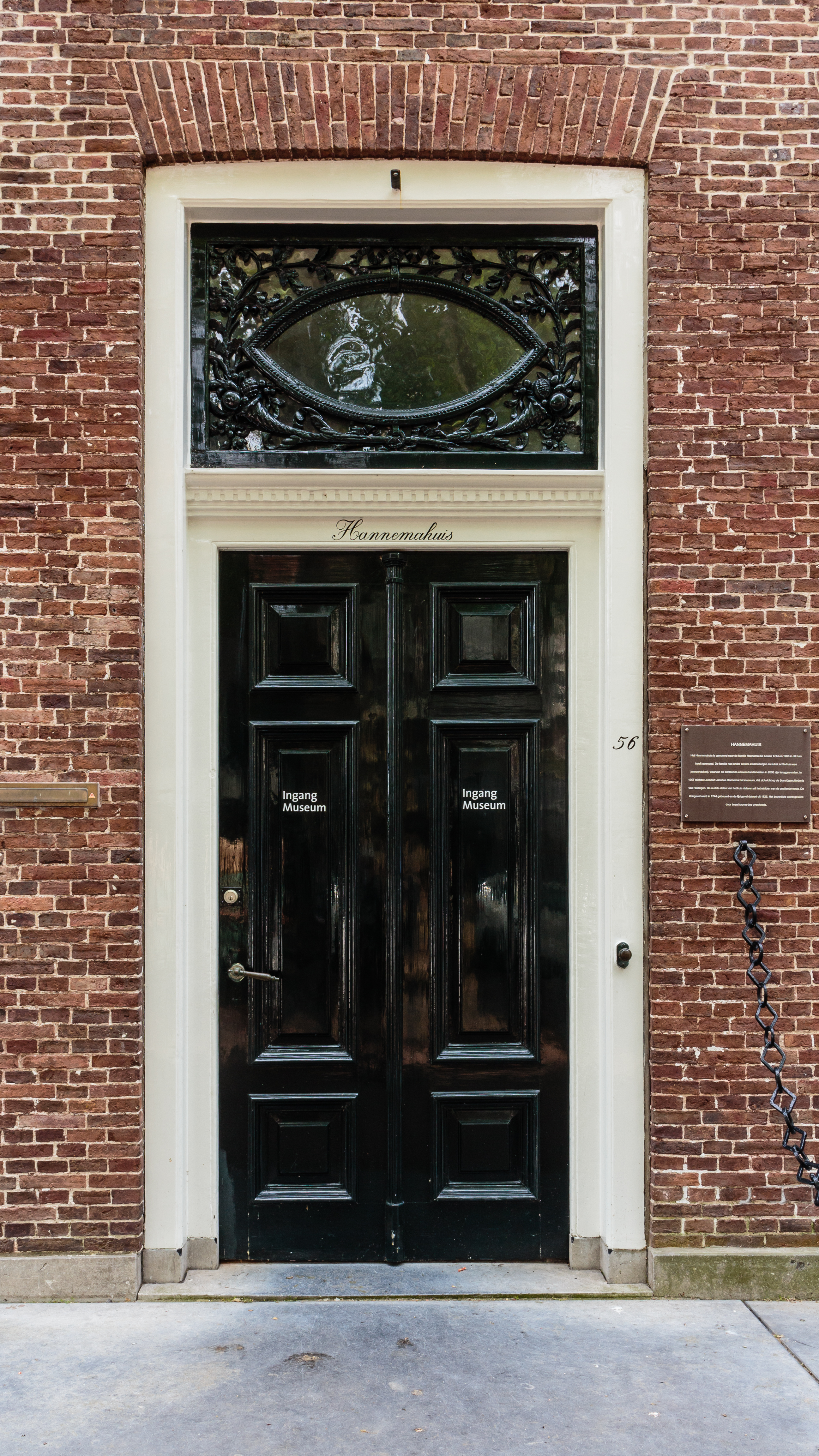
Hoofdingang.